# Caffettiera napoletana

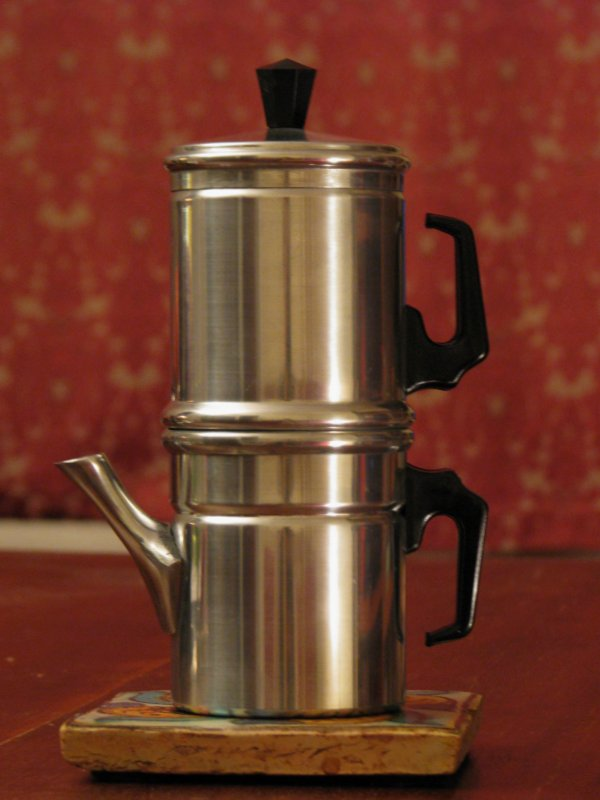
Una caffettiera napoletana

La caffettiera napoletana (cuccumella in napoletano) o cafetière Morize (in francese) è un tipo di caffettiera. A differenza della moka, non fa uso della pressione generata dal vapore per spingere l'acqua attraverso il caffè, bensì esclusivamente della forza di gravità.

## Storia
Inventata dal francese Jean-Louis Morize nel 1819, si diffuse poi in tutta Italia come strumento per la preparazione casalinga del caffè. A partire da metà del XX secolo fu gradualmente soppiantata dalla più moderna moka, brevettata da Alfonso Bialetti, di più veloce e facile utilizzo.
È comunque ancora prodotta nel suo aspetto tradizionale e anche in più moderne soluzioni di design. Originariamente in rame, nel 1886 la versione tradizionale comincia ad essere fabbricata in alluminio. Esistono modelli anche in acciaio, che si possono utilizzare anche sulle piastre ad induzione.
Il termine cuccumella, usato a Napoli, è un diminutivo di cuccuma, "vaso di rame o terracotta" (cfr. anche il veneto cogoma, con lo stesso significato). Deriva dal latino tardo cucuma (o cuccuma, cocuma), "paiolo", attestato in Petronio, di origine sconosciuta (alcuni propongono una derivazione da coquō, "cuocio"; Devoto propende per un'origine mediterranea pre-latina).

## Caratteristiche
La caffettiera Morize è formata da cinque elementi che si montano a incastro tra di loro:
- Il serbatoio dell'acqua, dotato di un manico dritto o ricurvo e di un piccolissimo foro di troppo pieno posto in alto sul lato.
- Il contenitore del caffè, a forma di cilindro cavo aperto da un lato e con l'altro lato forato per permettere il passaggio dell'acqua in ebollizione, nel quale si mette la polvere di caffè torrefatto; l'estremità superiore è filettata esternamente, al fine di avvitarvi il filtro. Il serbatoio del caffè si alloggia a incastro dentro il serbatoio dell'acqua.
- Il filtro, che trattiene la polvere del caffè ed evita che resti in sospensione nella bevanda finale; si avvita sul contenitore del caffè.
- Il serbatoio della bevanda, che raccoglie la bevanda pronta e che si incastra sul serbatoio dell'acqua, con alloggiato al suo interno il contenitore del caffè, riempito di caffè e comprensivo di filtro già avvitato. Il serbatoio della bevanda è provvisto di beccuccio, da cui esce il caffè che si è formato per il passaggio dell'acqua bollente attraverso la polvere mediante gravità. Anche il contenitore finale ha un manico, che insieme a quello del serbatoio per l'acqua viene utilizzato per maneggiare (in particolare, ribaltare) l'apparecchio.
- Il coperchietto con manico per chiudere il serbatoio del caffè dopo aver tolto il serbatoio dell'acqua.

La particolarità della caffettiera Morize è che il serbatoio della bevanda, durante la prima fase di preparazione, è girato verso il basso per poi venire rovesciato verso l'alto e consentire la percolazione dell'acqua bollente attraverso il caffè e quindi la sua infusione. 
Come per la moka, le dimensioni variano a seconda della quantità di caffè che si desidera ottenere; la capienza si misura in tazze o in persone.

## Preparazione del caffè
- A caffettiera smontata, si pone l'acqua nella caldaia fino a raggiungere un livello di circa cinque millimetri al di sotto del foro per l'uscita del vapore.
- Si mette il caffè in polvere, macinato più grosso rispetto a quello per la moka, senza pressarlo, nel contenitore apposito, riempiendolo a filo o leggermente eccedente il bordo superiore.
- Si avvita il filtro sul contenitore del caffè.
- Si incastra il contenitore del caffè in polvere, con il filtro avvitato, sul serbatoio dell'acqua pieno, facendo attenzione a non far fuoriuscire l'acqua.
- Si incastra il serbatoio del futuro caffè infuso su quello dell'acqua, facendo in modo che i due manici siano allineati e che non ci siano fessure tra il serbatoio dell'acqua e quello del caffè.
- Si pone la caffettiera su un fuoco non troppo vivo (che non esca dal diametro della caffettiera).
- Quando l'acqua giunge all'ebollizione, un sottile filo di vapore esce dal foro del serbatoio dell'acqua, segnalando che è giunto il momento di spegnere la fiamma, attendere un minuto che cessi l'ebollizione e capovolgere la caffettiera prendendola saldamente per i due manici. Il serbatoio dell'acqua si viene così a trovare sopra quello che raccoglie il caffè. L'acqua scende per effetto della forza di gravità, passa attraverso il serbatoio del caffè e il filtro e si raccoglie nel serbatoio della bevanda. Da qui il caffè verrà versato nelle tazzine grazie al beccuccio, che, dopo aver voltato la caffettiera, ha assunto il verso corretto verso l'alto. Il tempo di discesa completa dell'acqua varia dai cinque ai dieci minuti.

Una variante consiste nel mettere il contenitore del caffè in polvere e il serbatoio finale sul serbatoio dell'acqua soltanto dopo aver spento e fermato l'ebollizione, non riscaldando il caffè in polvere prima del contatto con l'acqua bollente. Secondo i fautori, ciò consentirebbe di accentuare nell'aroma e sapore le tonalità più dolci (arabica) rispetto a quelle più forti e amare (robusta).

### Cuppetiello
Per meglio conservare l'aroma del caffè mentre questo scende nell'apposito serbatoio (operazione che, se la polvere di caffè è molto densa o costipata, può durare anche più di dieci minuti), è suggerito dalla tradizione napoletana l'utilizzo del cuppetiello, ossia un piccolo pezzo di carta piegato a forma di cono posto a coprire il foro del beccuccio, da togliere al momento di versare il caffè.